# خدمات الشباب
خدمات الشباب جزء من الخدمات التعليمية في بريطانيا وأيرلندا. وتهدف إلى مساعدة الشباب للاستمتاع بأوقات فراغهم وتنمية شخصياتهم بتوسيع مجال الأنشطة الترويحية. وتشرف عليها الإدارات التعليمية المحلية والمنظمات التطوعية التي تنظم أنشطة جماعية مختلفة للشباب. تشمل الأنشطة التي تنظمها خدمات الشباب الرحلات الخلوية والتدريبات البدنية والرياضة والألعاب؛ كما تشمل الفنون والحرف الفنية وهوايات أوقات الفراغ الإبداعية، كما تشمل المهارات الحِرفية والمنزلية المفيدة مثل أعمال النجارة والمعادن والطبخ والأنشطة الاجتماعية. وتُموَّل المنظمات التطوعية من خلال المساهمات الخيرية التي تغطي مصروفاتها اليومية. كما تقدم إدارات التعليم المحلية المنح وتعير المباني والأجهزة للجماعات التطوعية.

## منظمات الشباب التطوُّعية
تمثل منظمات الشباب التطوعية جزءًا كبيرًا من خدمات الشباب في بريطانيا وأيرلندا. وتنتمي معظم المنظمات الشبابية الإنجليزية إلى المجلس القومي للخدمات التطوعية للشباب الذي يمثلهم في كل ما يخصهم من الأمور. وهناك منظمات مماثلة للمجلس القومي للخدمات التطوعية للشباب في أيرلندا الشمالية واسكتلندا وويلز. وفي جمهورية أيرلندا، تتبع جميع المنظمات الشبابية التطوعية المجلس الأيرلندي القومي للشباب.

### المنظمات الدينية
تشمل المنظمات الدينية في بريطانيا الجمعية الميثودية لنوادي الشباب ومجلس الكنيسة الإنجليزية للشباب وفرقة صبيان الكنيسة والمجلس الكنسي لشعبة ويلز والجمعية القومية للشباب الكاثوليكي وجمعية الشباب النصراني وجمعية النساء النّصرانيات، كما تشمل المنظمات الدينية الأيرلندية المتعددة جمعية الشبان الكاثوليك وجمعية سانت فينسنت دي بول وجمعية الفتيان البروتستانتية.

### منظمات الأندية
تشمل منظمات الأندية غير الدينية الجمعية القومية لنوادي الفتيان والجمعية القومية لأندية الشباب والحركة الشبابية التعاونية بالإضافة إلى أندية صغيرة متعددة تابعة للمدارس والمراكز الرياضية. تتمتع كل هذه المنظمات بحرية اختيار أعمالها ونشاطاتها، ولكنها تعمل جميعًا تحت مبدأ مد الشباب بالأنشطة المبدعة البناءة داخل وخارج البيوت.

### المنظمات الموحدة
تشمل هذه المنظمات في كل من بريطانيا وأيرلندا الجمعية الكشفية وجمعية المرشدات وفرقة الفتيان وفرقة إسعاف سانت جون للمبتدئين. وللمنظمات الموحدة تكوين ُرَتِبي شبيه بالرتب العسكرية. وتتبع الوحدات المحلية المنظمات الموحدة لرئاستها القومية.
وما يسمَّى في بريطانيا بوحدات ما قبل الخدمة هي أشكال من الحركة التنظيمية الموحدة للخدمات الشبابية، ولكنها معنية في المقام الأول بإعداد الشباب باعتبار احتمال انضمامهم للقوات المسلحة في مستقبل حياتهم العملية. وتشمل هذه الوحدات جمعية فرقة قوات المبتدئين العسكرية وفيلق التدريب الجوي وفيلق المبتدئين البحري والقوات المشتركة للمبتدئين. وتقدم القوات المشتركة للمبتدئين تدريب ماقبل الخدمة في مدارس يستأنف فيها المتدربون التعليم حتى ما بعد سن السابعة عشرة. وتُجنَّد قوات المبتدئين الأخرى من خريجي المدارس التي ليس بها وحدات للقوات المشتركة للمبتدئين. وتنظَّم وحدات ماقبل الخدمة في وحدات مشابهة لمنظمات القوات المرتبطة بها، كما أنها تقوم على التدريب العسكري. وتمد هذه المنظمات المتدربين بالزي الرسمي الذي يُتوقَّع منهم المحافظة عليه.

## المنظمات القانونية
تتعاون إدارات التعليم المحلية في بريطانيا مع المشاريع القومية للشباب وتُكوِّن اللجان من أجل تشجيع وتطوير أنشطة الشباب المحلي. وقد يساعد ضابط الخدمات الشبابية أيضًا مجموعات الشباب المختلفة في منطقته ويهيئ الحلقات التدريبية لقيادات الشباب الأخرى. ولمعظم إدارات التعليم المحلية أنديتها الشبابية الخاصة. تساعد شعبة العلوم والتعليم وشعبة التعليم الاسكتلندية أعمال المنظمات الشبابية بشقيها الطوعي والقانوني بطرق عديدة. فهم يقدمون الدعم المادي للإدارة العامة بغرض تعيين الضباط المختصين وللأغراض الأخرى. وقد اعترفت شعبة العلوم والتعليم بست وكالات للتدريب تقدم كل منها برنامجًا للتدريب لمدة سنتين لكل من يود التخصص في مجال الأعمال الشبابية.

## المنظمات الشبابية الأخرى
هناك منظمات طوعية أخرى تتعلق أنشطتها مباشرة بالتعليم الاجتماعي للشباب وتؤدّي دورًا مهمًا داخل الخدمات الشبابية. وتشمل هذه المنظمات المجلس المركزي للتدريبات البدنية بالإضافة لتنظيم دورات مختلفة للرياضة والألعاب في بريطانيا، كما تقوم بتدريب المشرفين على أعمال الكبار والشباب. ويهيئ المجلس الفيدرالي القومي لأندية جيت واي أنديةً للمتخلفين عقليًا. وتقدم مؤسسة القوات التطوعية الشبابية خدمات استشارية للمنظمات الشبابية المعنية بالخدمات الاجتماعية في إنجلترا وويلز. ومنظَّمة مشابهة أخرى باسم المشاريع الشبابية تنسق أنشطة جماعات الخدمات الاجتماعية في اسكتلندا.

## خدمات الشباب في أستراليا
في أستراليا، تمد حكومات الولايات الفيدرالية المنظمات الشبابية بالمال والتسهيلات. أما شؤون الشباب للقطاع غير الحكومي فتُنسَّق من خلال مجلس شؤون الشباب الأسترالي. ويهتم المجلس ببرامج السوق العمالية، ومواضيع الإعانات الشبابية، وتدريب الشباب وكل المواضيع ذات الصلة بالشباب في أستراليا. والعديد من المنظمات الشبابية توجد فقط في أستراليا. منها أندية الشرطة والمواطن الشبابية التي تعمل بهدف منح الشباب الفرصة للمشاركة في الرياضة والأنشطة الثقافية. وقد أنشئ أول هذه الأندية في نيوساوث ويلز عام 1937. وقد أنشأ المجلس القومي للياقة في أستراليا معسكرات تموِّلها الحكومة ويعمل فيها مُعلِمون دُربوا تدريبًا خاصًا بغرض الارتقاء بمستوى الاعتماد على النفس والروح القيادية والمستوى الصحي بين الشباب في هذه المعسكرات، خلال العطلات المدرسية. وتشمل المنظمات الشبابية في أستراليا اتحاد العلاقات الخارجية والصليب الأحمر الصغير وجمعية الشباب النصراني وجمعية النساء النصرانيات ومؤسسة بيوت الشباب.

## نبذة تاريخية
بدأت منظمات الشباب التطوعية الغربية في بداية القرن التاسع عشر الميلادي، وقد بدأ المنظمون تكوين أندية للأطفال المحرومين الذين يجوبون شوارع المدن حديثة العهد بالصناعة. وأَسست جمعية الشباب النصرانية وجمعية سانت فينسنت دي بول أول أنديتهما عام 1844، وبدأت جمعية الفتيات النصرانية نشاطاتها عام 1855. وتكون المزيد من المعاهد للصبية والمدارس المجانية لأولاد الفقراء في كلٍّ من لندن ومانشستر خلال خمسينيات وستينيات القرن التاسع عشر. أما فرقتا الفتيان وصبيان الكنيسة فقد أُسستا في الثمانينيات من القرن التاسع عشر. وتتابع منذ ذلك الحين تكوين الجماعات الدينية للجمعيات التي تقدم كل ما من شأنه أن يوفر وسائل الراحة والترويح للخدمات الشبابية.
جاء أول اهتمام حكومي بالشباب عام 1916، حين كونت الحكومة البريطانية لجنة المنظمات الصغيرة، وأوصت بإنشاء لجان مماثلة في كل أنحاء الجزر البريطانية. وبدأت الخدمات الشبابية بصورة رسمية عام 1939 عندما تولت الحكومة البريطانية المسؤولية المباشرة عن مصالح الشباب. وألزم قانون التعليم الصادر عام 1944 إدارات التعليم المحلية بتهيئة الخدمات الشبابية. وأصبحت مصلحة العلوم والتعليم مسؤولة عن الخدمات الشبابية على نطاق قومي. ولم تفرض المصلحة أي سلطاتٍ على المجموعات التطوعية ولكنها تعاونت في العمل معها منذ ذلك الحين. وفي الستينيات والسبعينيات من القرن العشرين، انخرط العديد من الشباب في عمل الخدمات الاجتماعية، وكانت معظم هذه الأنشطة تُنسق بوساطة المنظمات التطوعية مثل قوى العمل ومتطوعي الخدمة الاجتماعية.